# Linia kolejowa Mga – Kirowsk
Linia kolejowa Mga – Kirowsk – linia kolejowa w Rosji łącząca stacje Mga ze ślepą stacją Niewdubstroj. Zarządzana jest przez region petersburski Kolei Październikowej (część Kolei Rosyjskich). 
Linia położona jest w obwodzie leningradzkim. Na całej długości jest zelektryfikowana i jednotorowa.

## Historia
Linia powstała w 1932. Początkowo leżała w Związku Sowieckim. Od 1991 znajduje się w granicach Rosji.